# Pasjovi
Pasjovi (bulgariska: Пашови) är ett distrikt i Bulgarien.   Det ligger i kommunen Obsjtina Velingrad och regionen Pazardzjik, i den sydvästra delen av landet, 90 km sydost om huvudstaden Sofia.
I omgivningarna runt Pasjovi växer i huvudsak blandskog. Runt Pasjovi är det ganska tätbefolkat, med 52 invånare per kvadratkilometer.